# Kopalnia Węgla Kamiennego Budryk
Das Steinkohlenbergwerk Budryk (poln. Kopalnia Węgla Kamiennego Budryk) ist ein aktives Steinkohlenbergwerk der JSW in Ornontowice, Polen.

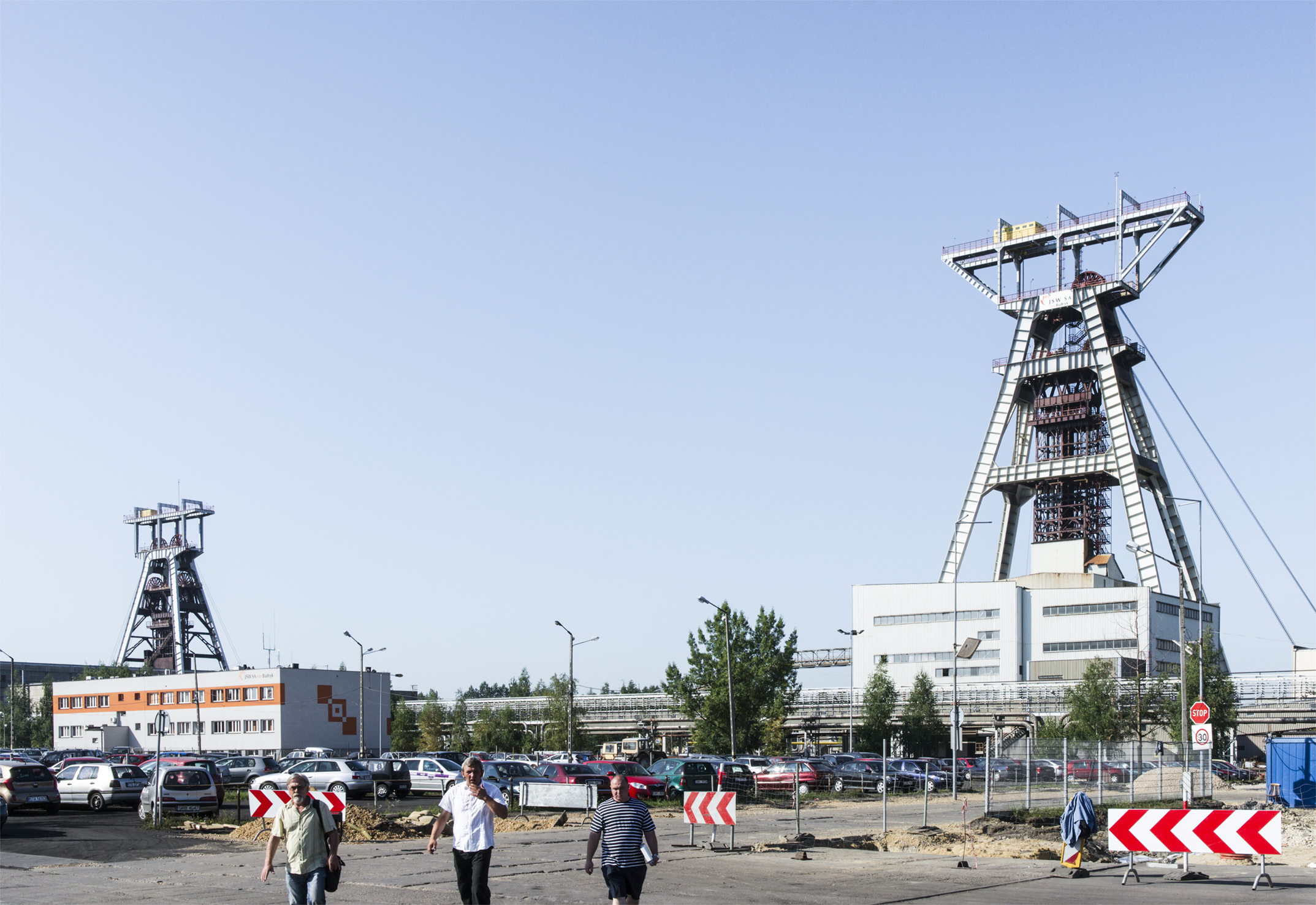
Schächte III und I des Bergwerks Budryk

## Geschichte
Am 14. November 1978 erfolgte durch das polnische Bergbauministerium die Erlaubnis zur Errichtung eines Steinkohlenbergwerks mit dem Namen Budryk auf dem Gebiet der Gemeinde Ornontowice mit dem Ziel, die Förderung 1991 beginnen zu können. Der Name des Bergwerks geht auf Witold Budryk zurück, Rektor der Akademie für Bergbau und Metallurgie in Krakau.
Im Oktober 1979 begann man mit dem Abteufen von „Schacht III“, im November mit dem der Schächte I, II und VI. Aber nach vier Jahren verschob man den geplanten Förderbeginn von 1991 auf das Jahr 1995 und 1989 ließ man die weiteren Arbeiten zum Ausbau des Bergwerks ruhen. Zwei Jahre später nahm man die Arbeiten wieder auf, nachdem vorher mehrere Banken die Finanzierung der weiteren Schritte sichergestellt hatten.
Nachdem die Zeche 1994 in den alleinigen Besitz des polnischen Finanzministeriums gekommen war, konnte im Juli 1995 endlich die Förderung aufgenommen werden. 2008 erfolgte der bisher letzte Besitzerwechsel, diesmal zur Jastrzębska Spółka Węglowa S.A. (JSW).

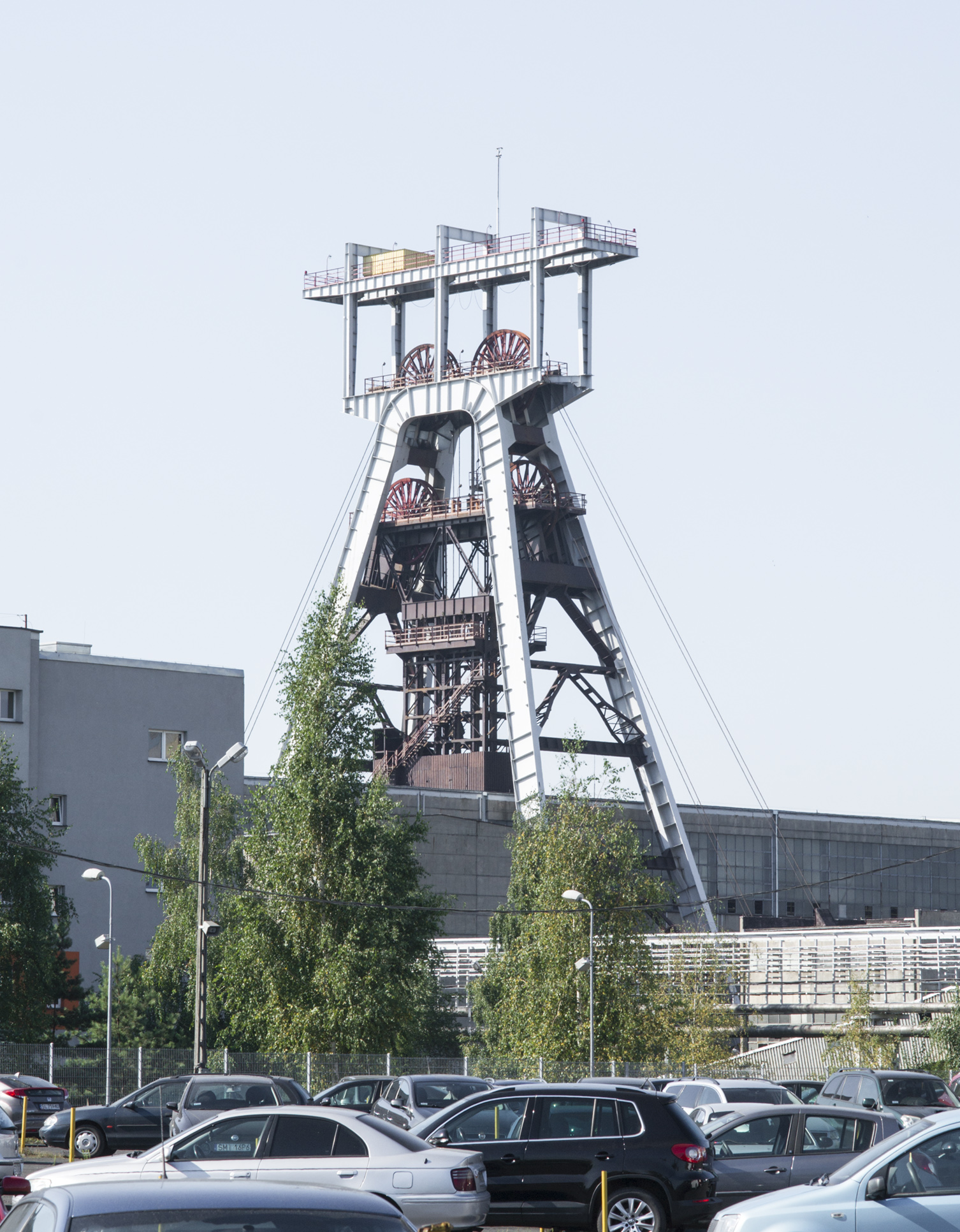
Förderschacht III

## Gegenwart

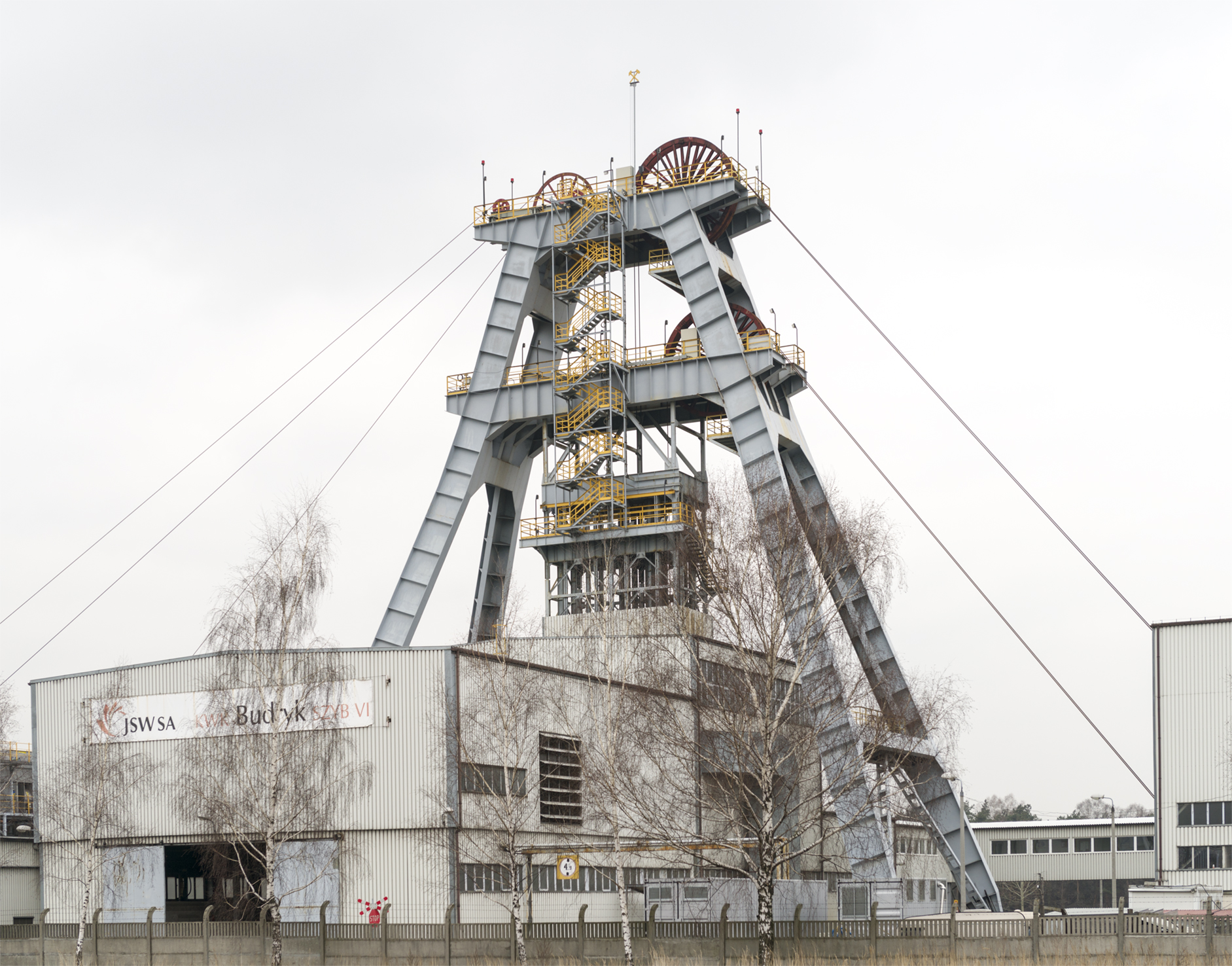
Material- und Seilfahrtschacht VI in Chudów

Das Bergwerk verfügt über eine Berechtsame von 35,97 km² und ein Reservefeld (Ornontowice II) von 4,63 km². Die tägliche Nettoproduktion beläuft sich auf ca. 11.600 t. Es hat vier Sohlen bei 700 m, 900 m, 1050 m und 1290 m. Die Flöze besitzen Mächtigkeiten zwischen 1,65 m und 2,3 m und sind mit 4–6 Gon sehr flach gelagert. Fünf Schächte gehören Budryk, ein Förderschacht mit Gefäßförderung, zwei Schächte für Seilfahrt und Materialtransport sowie zwei Wetterschächte.
2015 wurde „Schacht VI“ des Bergwerks in Chudów auf 1320 m tiefergeteuft, wodurch der Schacht der tiefste in ganz Polen sein soll.